# Prapat Yoskrai
Prapat Yoskrai (tiếng Thái: ประพัฒน์ ยศไกร, sinh ngày 30 tháng 7 năm 1993), còn được biết với tên đơn giản Bank (tiếng Thái: แบงค์) là một cầu thủ bóng đá người Thái Lan thi đấu ở vị trí thủ môn cho câu lạc bộ ở Thai League 2 PTT Rayong.

## Danh hiệu

### Quốc tế
U-19 Thái Lan
- Giải vô địch bóng đá U-19 Đông Nam Á
  -  Vô địch (1); 2011